# Sandrine Aubert
Pour les articles homonymes, voir Aubert.
Sandrine Aubert (née le 6 octobre 1982 à Échirolles en Isère) est une skieuse française. Elle est licenciée au Ski Club des Deux Alpes-Les Douanes.

## Biographie

### Premières années
Sandrine Aubert naît à Échirolles, dans la banlieue de Grenoble, le 6 octobre 1982. Elle grandit dans la station des Deux Alpes, où son père, moniteur de ski, gère un hôtel et dirige le club des sports. En 1990, elle prend part à sa première compétition internationale, la « 1000 pattes » de Montgenèvre. Elle participe à sa première course FIS le 3 décembre 1997 à Val Thorens, où elle prend la 43e place du slalom. Elle remporte une médaille d'or en slalom lors du Festival olympique de la jeunesse européenne en 1999, sur la piste de Štrbské Pleso, alors que sa compatriote Marion Rolland prend la 3e place. 
En février 2000, elle participe à ses premiers Championnats du monde juniors, disputés dans les environs de Québec. Elle se classe 34e de la descente puis 46e du slalom géant, avant d'abandonner dans la deuxième manche du slalom. Le mois suivant, elle remporte sa première course FIS, dans le slalom de Manigod. Parallèlement à sa progression sportive, Sandrine Aubert poursuit ses études et obtient un DUT en techniques de commercialisation.

### Carrière sportive
Le 29 novembre 2003, elle débute sur le circuit de Coupe du monde à Park City, où elle prend le départ de l'épreuve du slalom, mais abandonne dans la première manche. Elle remporte sa première victoire en Coupe du monde le 7 mars 2009 au slalom d'Ofterschwang en Allemagne. Auparavant elle avait fait le meilleur temps de la manche de slalom dans le super-combiné des Championnats du monde de Val d'Isère en 2009. Une des favorites de l'épreuve de slalom spécial des Jeux olympiques de Vancouver 2010, elle finit à la cinquième place.
Ayant quitté la structure de l'équipe de France à l'orée de la saison 2010-2011, elle peine par la suite à retrouver son meilleur niveau, comme en témoigne sa 25e place aux Championnats du monde 2011 à Garmisch.
En 2014, la skieuse décide de mettre à terme sa carrière au haut niveau à la suite de résultats ne lui espérant pas une qualification pour les Jeux olympiques de Sotchi.

### Reconversion
Après sa carrière, Sandrine Aubert entame sa reconversion professionnelle dans le monde du management des personnes et des organisations sportives en terminant un Master 2 à l'université de la Méditerranée de Marseille. Elle devient également consultante pour la chaîne Eurosport et son magazine Hors-pistes à partir de la saison 2014-2015.
Sortie major de la promotion du concours de professorat de sport, elle rejoint le comité régional de ski Alpes Provence en décembre 2014, comme conseillère technique ski.
Le 4 décembre 2017, elle est élue au bureau de l'Association française des entraîneurs de ski alpin.

## Palmarès

### Jeux olympiques d'hiver
| Épreuve / Édition | Vancouver 2010 |
| Slalom            | 5e             |
| Super combiné     | 20e            |

### Championnats du monde
| Épreuve / Édition | Åre 2007 | Val d'Isère 2009 | Garmisch-Partenkirchen 2011 |
| Slalom            | 18e      | 26e              | 25e                         |
| Super combiné     | 23e      | 9e               | -                           |

### Coupe du monde

#### Différents classements en Coupe du monde
Sandrine Aubert obtient son meilleur classement général en Coupe du monde lors de la saison 2009-2010, avec une 14e place finale. Cette année-là, elle prend également la 4e place en slalom, ce qui constitue son meilleur classement dans la discipline. Elle se classe également 4e en combiné en 2008.
| Année/Classement | Année/Classement | Général | Général | Descente | Descente | Super G | Super G | Géant  | Géant  | Slalom | Slalom | Combiné | Combiné |
| ---------------- | ---------------- | ------- | ------- | -------- | -------- | ------- | ------- | ------ | ------ | ------ | ------ | ------- | ------- |
| Année/Classement | Année/Classement | Class.  | Points  | Class.   | Points   | Class.  | Points  | Class. | Points | Class. | Points | Class.  | Points  |
| 2006             | 2006             | 97e     | 17      | -        | -        | -       | -       | -      | -      | 40e    | 13     | 40e     | 4       |
| 2007             | 2007             | 81e     | 59      | -        | -        | -       | -       | -      | -      | 28e    | 51     | 40e     | 8       |
| 2008             | 2008             | 34e     | 209     | 52e      | 2        | -       | -       | -      | -      | 20e    | 97     | 4e      | 110     |
| 2009             | 2009             | 19e     | 346     | -        | -        | -       | -       | -      | -      | 5e     | 325    | 27e     | 21      |
| 2010             | 2010             | 14e     | 430     | -        | -        | -       | -       | -      | -      | 4e     | 406    | 18e     | 24      |
| 2011             | 2011             | 62e     | 93      | -        | -        | -       | -       | -      | -      | 21e    | 88     | 38e     | 7       |
| 2012             | 2012             | 79e     | 57      | -        | -        | -       | -       | -      | -      | 33e    | 57     | -       | -       |
| 2013             | 2013             | 81e     | 36      | -        | -        | -       | -       | -      | -      | 36e    | 36     | -       | -       |

#### Détail des victoires
| Édition / Épreuve | Slalom           |
| 2009              | Ofterschwang Åre |
| 2010              | Åre Zagreb       |

#### Performances générales
Sandrine Aubert a pris 97 départs en Coupe du monde, dont 73 en slalom. Elle a remporté quatre victoires dans cette discipline et compte également une 2e place, pour un total de cinq podiums. Elle est rentrée à quatorze reprises dans le Top 10 en slalom, mais aussi trois fois en combiné. Elle a inscrit des points à 48 reprises, dont 38 fois en slalom, 9 fois en combiné et une fois en descente.
| Résultat  | Descente | Super-G | Slalom géant | Combiné | Slalom | Total |
| --------- | -------- | ------- | ------------ | ------- | ------ | ----- |
| 1re place | -        | -       | -            | -       | 4      | 4     |
| 2e place  | -        | -       | -            | -       | 1      | 1     |
| 3e place  | -        | -       | -            | -       | -      | 0     |
| Top 10    | -        | -       | -            | 3       | 14     | 17    |
| Top 30    | 1        | -       | -            | 9       | 38     | 48    |
| Autres    | 5        | 2       | 3            | 4       | 35     | 49    |
| Départs   | 6        | 2       | 3            | 13      | 73     | 97    |

### Championnats du monde juniors
Sandrine Aubert a participé à deux éditions des Championnats du monde juniors de ski alpin. Elle y a pris cinq départs et a obtenu pour meilleur résultat une 16e place en slalom en 2002.
| Épreuve / Édition      | Descente | Slalom géant | Slalom  |
| ---------------------- | -------- | ------------ | ------- |
| Mondiaux 2000 Québec   | 34e      | 46e          | Abandon |
| Mondiaux 2002 Tarvisio | -        | 36e          | 16e     |

### Coupe d'Europe
- 8 podiums (deux victoires)

### Championnats de France
Au cours de sa carrière, Sandrine Aubert a remporté deux titres de championne de France de slalom, en 2007 et 2011. Elle s'est également classée 2e dans cette discipline en 2006, et 2e en combiné en 2009.
| Épreuve / Édition                            | Descente     | Super-G | Slalom géant | Slalom            | Super combiné     |
| -------------------------------------------- | ------------ | ------- | ------------ | ----------------- | ----------------- |
| Championnats 1997 L'Alpe d'Huez              | —            | —       | 19e          | —                 | —                 |
| Championnats 1998 Serre Chevalier            | 41e          | 45e     | —            | —                 | —                 |
| Championnats 1999 La Clusaz                  | —            | 29e     | 42e          | Abandon           | —                 |
| Championnats 2000 Valloire/Tignes            | 23e          | 32e     | 33e          | Disqualifiée      | —                 |
| Championnats 2002 Megève                     | —            | —       | 19e          | Abandon           | —                 |
| Championnats 2003 Les Menuires               | —            | 38e     | 15e          | 4e                | —                 |
| Championnats 2004 Les Carroz/Flaine          | 18e          | 19e     | —            | 15e               | —                 |
| Championnats 2005 L'Alpe d'Huez/Val-d'Isère  | 51e          | 12e     | 37e          | Abandon           | —                 |
| Championnats 2006 Courchevel/Villard-de-Lans | 24e          | Abandon | 55e          | Médaille d'argent | —                 |
| Championnats 2007 Val-d'Isère                | 14e          | 5e      | Abandon      | Médaille d'or     | —                 |
| Championnats 2008 Auron                      | 23e          | —       | —            | —                 | —                 |
| Championnats 2009 Lélex-Crozet/Megève        | Disqualifiée | —       | —            | Abandon           | Médaille d'argent |
| Championnats 2010 Les Menuires               | —            | —       | —            | Abandon           | —                 |
| Championnats 2011 Tignes                     | —            | —       | 21e          | Médaille d'or     | —                 |
| Championnats 2012 L'Alpe d'Huez              | —            | —       | —            | 9e                | —                 |
| Championnats 2013 Peyragudes                 | —            | —       | 22e          | Abandon           | —                 |